# Карнийский ярус
| система                                                                          | отдел     | ярус        | Ниж. граница, млн лет |
| -------------------------------------------------------------------------------- | --------- | ----------- | --------------------- |
| Юра                                                                              | Нижняя    | Геттангский | 201,4 ±0,2            |
| Триас                                                                            | Верхний   | Рэтский     | ~205,7                |
| Триас                                                                            | Верхний   | Норийский   | ~227,3                |
| Триас                                                                            | Верхний   | Карнийский  | ~237                  |
| Триас                                                                            | Средний   | Ладинский   | 241,464 ±0,28         |
| Триас                                                                            | Средний   | Анизийский  | 246,7                 |
| Триас                                                                            | Нижний    | Оленёкский  | 249,9                 |
| Триас                                                                            | Нижний    | Индский     | 251,902 ±0,024        |
| Пермь                                                                            | Лопинский | Чансинский  | больше                |
| Деление и золотые гвозди в соответствии с IUGS по состоянию на декабрь 2024 года |           |             |                       |

Карнийский ярус (карний) — нижний ярус верхнего отдела триасового периода мезозойской эры. Соответствует карнийскому веку, продолжавшемуся от ≈237 до ≈227,3 млн лет назад.
Установлен в 1869 году геологом Иоганном Аугустом Георгом Эдмундом Мойсисовичем фон Мойшваром. Своё название получил благодаря Карнийским Альпам, которые расположены на границе Австрии и Италии.
Карнийский ярус представлен тонкозернистыми красноватыми известняками с аммонитами (Arcestes, Tropites).
Примерно 230,9 млн лет назад произошло карнийское плювиальное событие, когда дождь шёл на протяжении 2 млн лет, почти не прекращаясь.
В Южной Бразилии в отложениях возрастом 237—228 млн лет в формации Санта-Мария карнийского яруса нашли остатки Ixalerpeton polesinensis из семейства Lagerpetidae и одних из самых ранних завроподоморфных динозавров — Buriolestes schultzi.